# Michael Banim
Compléments
Frère: John Banim
Michael Banim, né le 5 août 1796 à Kilkenny, et mort le 30 août 1874 à Booterstown, était un écrivain irlandais, frère du romancier John Banim.

## Œuvres
Il a principalement aidé son frère dans ses écrits, notamment pour Les contes d'O'Hara, sous le pseudonyme d'Abel O'Hara, et il est difficile de dissocier leurs contributions respectives.
John était un écrivain plus expérimenté, et Michael fournissait des informations sur ses observations de la société, et chacun relisait le travail de l'autre.

Si l'on se réfère au livre "La vie de John Banim" de l'écrivain Patrick Joseph Murray, Michael fut le principal auteur de Crohoore of the Bill-Hook, The Croppy, et Father Connell. 

Après la mort de son frère, Michael continua d'écrire des romans comme Fionn (en 1852), ou bien encoreThe Town of the Cascades (1864).